# Joan Healy
Joan Healy (* 30. September 1992) ist eine irische Leichtathletin, die sich auf den Sprint spezialisiert hat. Auch ihre Schwester Phil Healy ist als Sprinterin erfolgreich.

## Sportliche Laufbahn
Erste internationale Erfahrungen sammelte Joan Healy im Jahr 2008, als sie bei den Juniorenweltmeisterschaften in Bydgoszcz im 100-Meter-Lauf mit 12,05 s in der ersten Runde ausschied und auch mit der irischen 4-mal-100-Meter-Staffel mit 45,93 s den Finaleinzug verpasste. Im Jahr darauf belegte sie beim Europäischen Olympischen Jugendfestival (EYOF) in Tampere in 11,90 s den vierten Platz über 100 Meter und gewann mit der Staffel in 45,56 s die Bronzemedaille. 2011 gelangte sie bei den Junioreneuropameisterschaften in Tallinn bis ins Halbfinale über 100 Meter und schied dort mit 11,99 s aus. 2016 startete sie mit der irischen Staffel bei den Europameisterschaften in Amsterdam, konnte sich dort mit 44,29 s aber nicht fürs Finale qualifizieren. Zwei Jahre später stellte sie bei den Leichtathletik-Europameisterschaften 2018 in Berlin mit 43,80 s einen neuen Landesrekord in der Vorrunde auf, aber auch das reichte nicht für einen Finaleinzug. 2021 startete sie im 60-Meter-Lauf bei den Halleneuropameisterschaften in Toruń, kam dort aber mit 7,46 s nicht über die erste Runde hinaus. Im Jahr darauf schied sie bei den Weltmeisterschaften in Eugene mit 44,48 s im Vorlauf der 4-mal-100-Meter-Staffel aus. 2023 kam sie bei den Halleneuropameisterschaften in Istanbul mit 7,41 s nicht über den Vorlauf über 60 Meter hinaus.

## Persönliche Bestleistungen
- 100 Meter: 11,57 s (+1,2 m/s), 27. Mai 2018 in Dublin
  - 60 Meter (Halle): 7,30 s, 24. Februar 2023 in Dublin
- 200 Meter: 24,16 s (+0,7 m/s), 25. Juni 2017 in Athlone
  - 200 Meter (Halle): 25,70 s, 24. Januar 2009 in Nenagh